# Élections régionales de 2010 en Ligurie
Les Élections régionales de 2010 en Ligurie se sont tenues le 29 mars 2010, afin d'élire les 40 membres du conseil régional de la région de Ligurie pour un mandat de cinq ans.

## Système électoral

Région de Ligurie.

La Ligurie est une région italienne à statut simple. Le conseil et son président sont élus simultanément pour des mandats de cinq ans. Ce dernier est élu au scrutin uninominal majoritaire à un tour tandis qu'un minimum de 51 sièges de conseillers sont pourvus selon un système mixte.
Pour 31 d'entre eux, le scrutin utilisé est proportionnel plurinominal avec listes ouvertes et répartition des sièges selon la méthode du plus fort reste. Les électeurs ont la possibilité d'effectuer un vote préférentiel pour deux des candidats de la liste pour laquelle ils votent, afin de faire monter leur place dans celle-ci. Le seuil électoral ne s'applique pas pour les listes liées à un candidat à la présidence ayant réuni au moins 5 % des voix. 
À ces sièges s'ajoutent 9 autres qui sont quant à eux pourvus au scrutin majoritaire plurinominal avec listes fermées. Chaque liste inclut son candidat à la présidence, et ces sept sièges sont ainsi attribués en bloc à la liste du candidat vainqueur de la présidence et à celui-ci, donnant au scrutin une tendance majoritaire. 
Enfin, le candidat en tête de liste arrivé à la deuxième place de l'élection pour la présidence est membre à part entière du conseil, ce qui porte le nombre minimum de ses membres à un total de 40.

### Modalités
L'électeur vote sur un même bulletin pour un candidat à la présidence et pour la liste d'un parti. Il a la possibilité d'exprimer ce vote de plusieurs façons.
- Soit voter uniquement pour une liste, auquel cas son vote s'ajoute également à ceux pour le candidat à la présidence soutenu par la liste. Il a également la possibilité d'exprimer un vote préférentiel pour deux candidats de son choix sur la liste en écrivant leurs noms. Il ne doit dans ce cas pas écrire les noms de deux candidats de même sexe, ni un seul nom.

- Soit ne voter que pour un candidat à la présidence, auquel cas son vote n'est pas étendu à sa liste.

- Soit préciser son vote pour un candidat et son vote pour une liste. Contrairement à plusieurs autres régions italiennes, l'électeur peut effectuer un panachage en choisissant un candidat à la présidence et une liste ne faisant pas partie de celles soutenant le candidat choisi[1].

### Répartition des sièges
| Provinces                                      | Sièges | +/-           |  |
| Gênes                                          | 19     | 1             |  |
| Imperia                                        | 3      | en stagnation |  |
| La Spezia                                      | 3      | 1             |  |
| Savone                                         | 6      | 2             |  |
| Candidats à la présidence et prime majoritaire | 9      | en stagnation |  |
| Total                                          | 40     | en stagnation |  |

## Résultats
|                        |                        |            |            |                      |                                         |                               |         |         |         |               |               |       |  |  |
| Présidence             | Présidence             | Présidence | Présidence | Présidence           | Conseil                                 | Conseil                       | Conseil | Conseil | Conseil | Conseil       | Conseil       | Total |  |  |
| Candidats              | Candidats              | Votes      | %          | Élus                 | Partis                                  | Partis                        | Votes   | %       | +/-     | Sièges        | +/-           | Total |  |  |
|                        | Claudio Burlando (PD)  | 424 044    | 52,15      | 8                    |                                         | Parti démocrate (PD)          | 211 500 | 28,35   | 6,00    | 10            | 2             |       |  |  |
|                        | Claudio Burlando (PD)  | 424 044    | 52,15      | 8                    | Italie des valeurs (IdV)                | 63 028                        | 8,45    | 7,15    | 3       | 2             |               |       |  |  |
|                        | Claudio Burlando (PD)  | 424 044    | 52,15      | 8                    | Union de centre (UdC)                   | 29 335                        | 3,93    | 0,66    | 1       | en stagnation |               |       |  |  |
|                        | Claudio Burlando (PD)  | 424 044    | 52,15      | 8                    | Fédération de la gauche (FdS)           | 29 148                        | 3,91    | 5,37    | 1       | 2             |               |       |  |  |
|                        | Claudio Burlando (PD)  | 424 044    | 52,15      | 8                    | Nous avec Burlando                      | 27 607                        | 3,70    | Nv.     | 1       | 1             |               |       |  |  |
|                        | Claudio Burlando (PD)  | 424 044    | 52,15      | 8                    | Gauche, écologie et liberté (SEL)       | 18 418                        | 2,47    | Nv.     | 1       | 1             |               |       |  |  |
|                        | Claudio Burlando (PD)  | 424 044    | 52,15      | 8                    | Fédération des Verts (FdV)              | 8 624                         | 1,16    | 0,82    | —       | 1             |               |       |  |  |
|                        | Claudio Burlando (PD)  | 424 044    | 52,15      | 8                    | Burlando pour la présidence (LB-FdP-AD) | 5 723                         | 0,77    | Nv.     | —       | en stagnation |               |       |  |  |
| Total Centre-gauche    | Total Centre-gauche    | 424 044    | 52,15      | 8                    | 393 383                                 | 52,73                         | 0,64    | 17      | 1       | 25            |               |       |  |  |
|                        | Sandro Biasotti (PdL)  | 389 132    | 47,85      | 1                    |                                         | Le Peuple de la liberté (PdL) | 218 398 | 29,27   | 2,43    | 10            | 2             |       |  |  |
|                        | Sandro Biasotti (PdL)  | 389 132    | 47,85      | 1                    | Ligue du Nord (LN)                      | 76 265                        | 10,22   | 5,55    | 3       | 2             |               |       |  |  |
|                        | Sandro Biasotti (PdL)  | 389 132    | 47,85      | 1                    | Biasotti pour la présidence             | 45 261                        | 6,07    | 2,66    | 1       | 2             |               |       |  |  |
|                        | Sandro Biasotti (PdL)  | 389 132    | 47,85      | 1                    | Peuple d’Italie                         | 5 398                         | 0,72    | Nv.     | —       | en stagnation |               |       |  |  |
|                        | Sandro Biasotti (PdL)  | 389 132    | 47,85      | 1                    | La Droite (LD)                          | 2 688                         | 0,36    | Nv.     | —       | en stagnation |               |       |  |  |
|                        | Sandro Biasotti (PdL)  | 389 132    | 47,85      | 1                    | Parti des retraités (PP)                | 2 566                         | 0,34    | 0,51    | —       | en stagnation |               |       |  |  |
|                        | Sandro Biasotti (PdL)  | 389 132    | 47,85      | 1                    | Nouveau PSI (NPSI)                      | 2 076                         | 0,28    | 0,43    | —       | en stagnation |               |       |  |  |
| Total Centre-droit     | Total Centre-droit     | 389 132    | 47,85      | 1                    | 352 652                                 | 47,27                         | 1,31    | 14      | 1       | 15            |               |       |  |  |
|                        |                        |            |            |                      |                                         |                               |         |         |         |               |               |       |  |  |
| Votes valides          | Votes valides          | 813 176    | 96,32      |                      | Votes valides                           | Votes valides                 | 746 035 | 88,37   |         |               |               |       |  |  |
| Votes blancs et nuls   | Votes blancs et nuls   | 31 073     | 3,68       | Votes blancs et nuls | Votes blancs et nuls                    | 98 214                        | 11,63   |         |         |               |               |       |  |  |
| Total candidats        | Total candidats        | 844 249    | 100        | 9                    | Total partis                            | Total partis                  | 844 249 | 100     | -       | 31            | en stagnation | 40    |  |  |
| Abstentions            | Abstentions            | 541 542    | 39,08      |                      |                                         |                               |         |         |         |               |               |       |  |  |
| Inscrits/participation | Inscrits/participation | 1 385 791  | 60,92      |                      |                                         |                               |         |         |         |               |               |       |  |  |